# Мендель (дворянский род)
Мендель (нем. von Mendel) — дворянский род.
Древняя благородная фамилия Фон-Мендель, имеет своё начало из Нюрнберга, некоторые члены этого рода находились в Прусской службе и имели там поместья, которые но праву наследства в 1659 году достались во владение Фридриху, а затем и сыну его Иоганну Фон-Мендель. Потомки сего рода выехали в Россию и вступив в подданство, находились в службе и владели деревнями.

## Описание герба
Щит, разделённый диагонально натрое, имеет золотое, красное и голубое поля.
Щит увенчан дворянскими шлемом и короной. Нашлемник: золотое изображение женщины с крыльями. Намёт на щите золотой, подложенный красным. Герб рода Мендель внесён в Часть 8 Общего гербовника дворянских родов Всероссийской империи, стр. 94.